# Edward Rushton
Edward Rushton (Norwich, 1972) is een Brits componist. Hij is de laatste jaren gespecialiseerd in opera’s waarbij levenspartner Dagny Gioulami vaak voor het libretto zorgt.
Rushton studeerde aan de Chethams' School of Music te Manchester, het King's College te Cambridge en het Royal Scottish Academy of Music and Drama. Hij kreeg onderricht van onder meer Robin Holloway (Cambridge) en James MacMillan (Schotland). Daarna volgde hij nog masterclasses bij Peter Maxwell Davies, Magnus Lindberg, Judith Weir en Colin Matthews. Hij startte zijn muzikale carrière als begeleidend pianist en repetitor (Münster). Sinds hij zich in 1998 in Zürich vestigde is hij freelance componist en musicus. Tevens geeft hij lessen aan het conservatorium aldaar.
Een aantal opera’s van hem is uitgevoerd in Londen en Zürich.

## Oeuvre
- Lost City Life (1998) (Kamermuziek voor 14 musici)
- L’an Mil (1999) (kamermuziek)
- China Soup (1999) (liederencyclus)
- Combat in the Year Thousand (2000) (kamermuziek)
- Game / No Game (2000) (kamermuziek)
- Imbert Fils (2001) (orchestra)
- Palace (2001) (Kamermuziek voor 16 musici)
- Leinen aus Smyrna (2001) (kameropera)
- Rounds (2002) (orchestra)
- The Young Man with the Carnation (2002) (kameropera)
- Birds. Barks. Bones (2004) (kameropera)
- Harley (2005) (opera)
- Emissions (2005) (orchestra)
- Palladas: Songs (2005) (liederencyclus)
- Immersions (2006) (liederencyclus)
- Everything Goes So Fast (voor het London Symphony Orchestra) (2006)
- The Shops (2007) (kameropera)
- Die fromme Helene (2007) (kameropera)
- Harvest of Puzzlement (2008) (kamermuziek)
- Im Schatten des Maulbeerbaums (2008) (kameropera)
- To Bed (2008) (liederencyclus)
- Lesbias Spatz (2008) (liederncyclus)
- The City (2009) (orchestra)
- Cicadas (2010) (oratorio)
- Pandora, organische Maschine (2011) (lied)
- Serment qui m'est si cher (2012) (liedercyclus)
- Piano Removal 2 (2012) (kamermuziek)
- Babur in London (2012) (kameropera)
- Kalte Lieder (2013) (liederencyclus)
- D'un pays lointain (2013)
- Concrete (2013) (orchestra)
- David. Seven arias (2014)